# Плужникова, Марина Викторовна
Мари́на Ви́кторовна Плу́жникова, в девичестве Зимина́ (род. 25 февраля 1963, Иваново) — советская и российская легкоатлетка, специалистка по бегу на средние и длинные дистанции, стипльчезу и кроссу. Выступала за сборные СССР и России по лёгкой атлетике в 1980-х и 1990-х годах, чемпионка Игр доброй воли в Санкт-Петербурге, победительница первенств всесоюзного и всероссийского значения, действующая рекордсменка СССР и России в беге на 2000 метров с препятствиями. Представляла Нижегородскую область. Мастер спорта международного класса.

## Биография
Марина Плужникова родилась 25 февраля 1963 года в городе Иваново. Заниматься лёгкой атлетикой начала во время учёбы в пятом классе в результате случайной встречи с участницей Олимпийских игр Зоей Васильевной Скобцовой.
Спустя три года переехала на постоянное жительство в Горький, поступив в Горьковскую школу-интернат спортивного профиля. Проходила подготовку под руководством тренера Евгения Даниловича Мощенко и позднее заслуженного тренера России Владимира Фёдоровича Бушкина. Работала на Горьковском автомобильном заводе, выступала за спортивный клуб «Торпедо».
Первого серьёзного успеха на всесоюзном уровне добилась в сезоне 1985 года, когда на зимнем чемпионате СССР в Кишинёве выиграла бронзовую медаль в зачёте бага на 3000 метров.
В 1986 году одержала победу в дисциплине 3 км на чемпионате СССР по кроссу в Ессентуках.
В 1988 году в беге на 3000 метров взяла бронзу на зимнем чемпионате СССР в Волгограде, в беге на 5000 метров одержала победу на Мемориале братьев Знаменских в Ленинграде. На летнем чемпионате СССР в Киеве опробовала новую дисциплину 2000 метров с препятствиями — соревнуясь вне конкурса, превзошла всех соперниц, а её результат 6.16,41 был признан рекордом страны (рекорд оставался непревзойдённым на момент распада Союза).
В 1989 году выиграла 3000 метров на зимнем чемпионате СССР в Гомеле.
В 1994 году в 2000-метровом стипльчезе получила серебро на зимнем чемпионате России в Липецке и завоевала золото на летнем чемпионате России в Санкт-Петербурге. В составе российской сборной принимала участие в Играх доброй воли в Санкт-Петербурге, где победила в той же дисциплине, установив мировой рекорд (не ратифицированный IAAF) и ныне действующий рекорд России — 6:11.84.
В 1995 году в беге на 2000 метров с препятствиями была второй на зимнем чемпионате России в Волгограде и третьей на летнем чемпионате России в Москве.
В 1996 году на зимнем чемпионате России в Москве стала серебряной призёркой в дисциплине 3000 метров и бронзовой призёркой в 2000-метровом стипльчезе.
В 1997 году в стипльчезе взяла бронзу на зимнем чемпионате России в Волгограде, получила серебро на летнем чемпионате России в Туле.
В 1998 году завоевала бронзовую награду на зимнем чемпионате России в Москве. Участвовала в Играх доброй воли в Нью-Йорке — в программе бега на 3000 метров с препятствиями показала время 10:16.61, расположившись в итоговом протоколе на четвёртой строке.
В 1999 году выиграла бронзовую медаль в стипльчезе на 2000 метров на зимнем чемпионате России в Москве, тогда как в стипльчезе на 3000 метров стала серебряной призёркой на Мемориале братьев Знаменских в Москве и заняла четвёртое место на летнем чемпионате России в Туле. Также показала 19-й результат на полумарафоне в Нижнем Новгороде (1:19:24).
В 2000 году в беге на 2000 метров с препятствиями стала бронзовой призёркой на зимнем чемпионате России в Волгограде, в беге на 3000 метров с препятствиями получила серебро на Мемориале Знаменских в Санкт-Петербурге. На полумарафоне в Нижнем Новгороде на сей раз с результатом 1:20:46 стала 12-й. По окончании сезона завершила спортивную карьеру.
За выдающиеся спортивные достижения удостоена почётного звания «Мастер спорта международного класса».
Муж Николай Николаевич Плужников работал тренером в КСДЮСШОР № 1. Есть сын Андрей.